# Sylver
Sylver este o formație de muzică dance, originară din Belgia. Componența actuală a grupului este formată din Silvy De Bie (voce) și Wout Van Dessel (claviatură). Ei au devenit cunoscuți în Europa în anul 2001, odată cu lansarea unor cântece care au devenit hituri (Forgiven, Forever in Love sau Turn the Tide).

## Istoria formației
Silvy de Bie, actuala solistă a formației, și-a început cariera muzicală la vârsta de nouă ani, în cadrul emisiunii televizate „Academia copiilor”. Din cauza faptului că legislația belgiană nu le permite copiilor sub 16 ani să aibă o slujbă oficială, Silvy a renunțat o perioadă la visul său de a deveni cântăreață. În adolescență, ea a cântat alături de un grup local, Lance. Neavând nicio oportunitate de a se lansa pe piața muzicală, Silvy a lucrat o perioadă într-o firmă particulară.
Wout van Dessel, actualul compozitor al formației (dar și instrumentist la claviatură), era un DJ foarte cunoscut în Belgia la începutul noului mileniu. El a întâlnit-o pe Silvy într-un club, alături de care a pus ulterior bazele formației Sylver. Înainte de alegerea numelui actual, Wout și de Bie au colaborat sub marca Liquid feat. Silvy, dar din cauza faptului că numele „Liquid” era deja promovat de o altă formație, ei au adoptat numele Sylver. Celor doi li s-a alăturat Regi Penxten, producător al formației belgiene Milk Inc.

### Debutul. «Chances» (2000 - 2001)
În anul 2001, Sylver a lansat în Europa single-ul de debut, intitulat Turn the Tide. Cântecul a înregistrat succese notabile în clasamentele de specialitate, reușind să ajungă în top 5 în mai multe țări (Germania, Belgia, Austria, România). Acest hit a fost precedat de lansarea albumului Chances, care a dobândit popularitate în unele zone din Europa, Asia și Africa. Acest material discografic a fost certificat cu discu de aur în Germania și Belgia.
Single-ul Skin a început să fie comercializat exclusiv în Belgia, în cursul anului 2001. Cântecul a devenit hit în această țară, unde a câștigat un onorabil loc secund în clasamentul celor mai difuzate piese la posturile locale de radio. Următoarele trei single-uri extrase de pe albumul Chances: Forever in Love, In Your Eyes și Forgiven, au devenit hituri de top 20 în Europa, consolidând statutul formației Sylver.
Un ultim single extras de pe acest album a fost comercializat doar în Spania. Cântecul, intitulat The Smile Has Left Your Eyes a promovat slab în clasamentele de specialitate, având o prezență nenotabilă.
În anul 2002, albumul Chances a fost relansat în Germania, într-o versiune care conține videoclipurile formației, dar și un CD-bonus care conține variante remixate ale cântecelor comercializate de către Sylver până în anul 2002.

### Continuarea succesului. «Little Things» și «Nightmare Calls» (2003 - 2004)
Cel de-al doilea album al formației a început să fie comercializat în Europa la data de 14 aprilie, 2003. Albumul, intitulat Little Things, conține cântece puternic influențate de muzica electro, dar și balade acustice precum Shallow Water. Hitul Turn the Tide, lansat anterior, a fost reînregistrat în limba franceză și inclus pe acest material discografic, purtând numele Je Ne Sais Pas. Primele două single-uri extrase de pe acest album, Livin' My Life și Why Worry, au devenit hituri de top 10 în Europa. Cel de-al treilea cântec promovat a fost balada Shallow Water, care a obținut poziții mediocre în clasamentele de specialitate. Cel de-al patrulea și ultimul single de pe acest album, Wild Horses, a fost comercializat numai în Belgia.
În cadrul Premiilor TMF 2003, Sylver a interpretat alături de formațiile Lasgo și Milk Inc., cântecul Insomnia original al lui Faithless.
În cursul anului 2004, pe data de 9 august, albumul Little Things a fost relansat într-o ediție limitată ce conține remixuri ale melodiilor promovate de către formație, videoclipuri, o biografie a grupului și câteva fotografii.
La scurt timp a început comercializarea celui de-al treilea album de studio produs de Sylver. Purtând numele Nighttime Calls, discul a fost lansat la data de 2 noiembrie 2004, deși casa de discuri a formației dorea o lansare încă din primăvara aceluiași an. Problemele legate de crearea CD-ului au decalat de câteva ori începerea comercializării produsului. Primul single de pe acest album, Love is an Angel, a ocupat poziția 4 în Belgia și 18 în Germania. Cel de-al doilea cântec promovat, intitulat Make it a câștigat locuri mediocre în clasamentele de specialitate. Ultimul extras pe single, Take Me Back, a fost comercializat numai în Belgia, unde a devenit un hit de top 10.
Aceste single-uri au ajutat albumul Nighttime Calls să rămână timp de câteva săptămâni în clasamentele celor mai comercializate discuri. În cadrul premiilor TMF Awards, videoclipul cântecului Why Worry a câștigat un premiu, la categoria „Cel mai bun videoclip național”. În cadrul aceleiași festivități, formația a fost nominalizată și la categoriile „Cel mai bun single” și „Cea mai bună coregrafie”.

### «Crossroads» și «Best Of - The Hit Collection 2001–2007» (2006 - 2007)
În cursul anului 2005, formația Sylver a luat o pauză. În acest timp, Silvy De Bie a înregistrat alături de grupul Milk Inc. cântecul I Don’t Care, care avea să devină hit în Belgia. În același timp, celălalt membru al trupei, lansa un single pe cont propriu, intitulat Somebody Else.

La finele anului 2005, membrii formației aveau să se întoarcă în studiourile de înregistrări, unde au început munca la cel de-al patrulea album. În luna aprilie a anului 2006 a început comercializarea unui nou single, intitulat Lay All Your Love On Me.
Cântecul, original al grupului ABBA, reînregistrat și promovat de Sylver în cursul anului 2006, a devenit hit în Polonia, unde a ajuns pe prima poziție a clasamentelor de specialitate.  La data de 19 mai, a aceluiași an a început comercializarea albumului Crossroads, iar vânzările sale mediocre nu au atins așteptările formației. Următoarele două single-uri:  One Night Stand, respective Why  au fost lansaate doar în Belgia, unde au promovat destul de slab în clasamentele de specialitate.
În cursul anului 2007, a început comercializarea unui album de compilație, numit  Best Of - The Hit Collection 2001–2007, format din două discuri. Pe primul au fost incluse toate single-urile promovate anterior, dar și un cântec nou, în timp ce pe cel de-al doilea CD au apărut șapte dintre videoclipurile filmate de către formația Sylver de-a lungul carierei sale, dar și câteva remixuri. Acest album a fost comercializat în multe părți ale Europei, dar nu și în Belgia. Singurul cântec nou de pe disc,  The One, a fost extras pe single (numai în format digital).

### Turneul din China. Un nou album (2008 - 2009)
În primăvara anului 2008, membrii formației Sylver concertau în China. Ei au susținut concerte în orașe precum Beijing, Shanghai, Guangzhou sau Shenzhen, pentru a promova discul Crossroads. Fiind inspirați de Jocurile Olimpice de vară din Beijing, De Bie și Van Dessel au compus un cântec intitulat One World One Dream. Această piesă a fost extrasă pe single în vara anului 2008, exclusiv în Belgia, unde a promovat modest.
La data de 18 septembrie a început promovarea unui nou single, intitulat I Hate You Now. Ambele cântece promovate în cursul lui 2008 vor fi incluse pe viitorul album al formației, Resurrection, care va fi lansat în prima parte a anului 2009.

## Discografie

### Albume
| 2000/2001 | Chances                        | 16 | 38 | –  | 2  |
| 2003      | Little Things                  | 12 | 56 | 98 | 7  |
| 2004      | Nightmare Calls                | 34 | –  | –  | 23 |
| 2006      | Crossroads                     | 39 | –  | –  | 9  |
| 2007      | 2001-2007 - The Hit Collection | –  | –  | –  | –  |
| 2009      | Sacrifice                      | –  | –  | –  | 3  |

### Discuri single
| Anul | Titlul                       | Poziții ocupate în clasamentele de specialitate | Poziții ocupate în clasamentele de specialitate | Poziții ocupate în clasamentele de specialitate | Poziții ocupate în clasamentele de specialitate | Poziții ocupate în clasamentele de specialitate | Poziții ocupate în clasamentele de specialitate |
| Anul | Titlul                       | Germania                                        | Austria                                         | Elveția                                         | Belgia                                          | România                                         |                                                 |
| ---- | ---------------------------- | ----------------------------------------------- | ----------------------------------------------- | ----------------------------------------------- | ----------------------------------------------- | ----------------------------------------------- | ----------------------------------------------- |
| 2000 | Turn the Tide                | 2                                               | 3                                               | 44                                              | 1                                               | 5                                               |                                                 |
| 2001 | Skin                         | –                                               | –                                               | –                                               | 2                                               | –                                               |                                                 |
| 2001 | Forever in Love              | 10                                              | 27                                              | 79                                              | 11                                              | 5                                               |                                                 |
| 2001 | In Your Eyes*                | 20                                              | 41                                              | –                                               | 19                                              | –                                               |                                                 |
| 2001 | Forgiven                     | 25                                              | 52                                              | 88                                              | 9                                               | –                                               |                                                 |
| 2002 | The Smile Has Left Your Eyes | -                                               | -                                               | -                                               | -                                               | –                                               |                                                 |
| 2003 | Livin' My Life               | 10                                              | 40                                              | 99                                              | 5                                               | –                                               |                                                 |
| 2003 | Why Worry                    | 44                                              | –                                               | –                                               | 10                                              | –                                               |                                                 |
| 2003 | Shallow Water/Confused**     | 47                                              | –                                               | –                                               | 20                                              | –                                               |                                                 |
| 2003 | Wild Horses                  | –                                               | –                                               | –                                               | 25                                              | –                                               |                                                 |
| 2004 | Love Is An Angel             | 18                                              | 53                                              | –                                               | 4                                               | –                                               |                                                 |
| 2005 | Make it                      | 49                                              | –                                               | –                                               | 12                                              | –                                               |                                                 |
| 2005 | Take Me Back                 | –                                               | –                                               | –                                               | 6                                               | –                                               |                                                 |
| 2006 | Lay All Your Love On Me      | 26                                              | 32                                              | –                                               | 5                                               | –                                               |                                                 |
| 2006 | One Night Stand              | –                                               | –                                               | –                                               | 24                                              | –                                               |                                                 |
| 2006 | Why                          | –                                               | –                                               | –                                               | 25                                              | –                                               |                                                 |
| 2007 | The One***                   | –                                               | –                                               | –                                               | –                                               | –                                               |                                                 |
| 2008 | One World One Dream          | –                                               | –                                               | –                                               | 21                                              | –                                               |                                                 |
| 2008 | Rise Again                   | –                                               | –                                               | –                                               | 21                                              | –                                               |                                                 |
| 2009 | I Hate You Now               |                                                 |                                                 |                                                 | 8                                               | –                                               |                                                 |
| 2009 | Foreign Affair               | 77                                              |                                                 |                                                 | 10                                              | –                                               |                                                 |

- „—” denotă că discul single nu a intrat în clasament sau că nu există informații despre evoluția acestuia în respectivul clasament.
- „*” reprezintă dublu A-Side împreună cu Skin în Germania, Austria și Elveția.
- „**” reprezintă dublu A-Side.
- „***” denotă că discul single este disponibil numai în format digital.